# アイラ・アインホーン
アイラ・サミュエル・アインホーン（Ira Samuel Einhorn、1940年5月15日 - 2020年4月3日）は、アメリカ合衆国の環境活動家で、愛称は彼の苗字をドイツ語に訳したユニコーンである。
元恋人ホリー・マダックスを殺害したとされており、「ユニコーン・キラー」の異名を持つ。1977年9月9日に、ペンシルベニア州フィラデルフィアにあるアインホーンと二人暮らししたアパートから私物を持って行ったのを最後に、ホリーは消息を絶った。8か月後、警察はアインホーンの自宅のクローゼットのトランクから、ミイラ化した彼女の遺体を発見した。
逮捕後にアインホーンは国外へ逃亡し、23年もの間ヨーロッパですごしたのち、アメリカ合衆国へ引き渡された。彼は「自分は、CIAの超常現象の軍事研究について多くを知りすぎたため、CIAが自分をはめるためにホリーを殺害した」として自己弁護をした。
最終的に、終身刑が言い渡され、2020年に死亡するまで収監されていた。

## 前半生および、環境活動家としてのアインホーン
アインホーンはユダヤ系の中流家庭に生まれた。
ペンシルベニア大学在学中から、アインホーンはカウンターカルチャーや反体制・反戦活動の一環として、緑の政治グループに参加していた。
アインホーンは1970年の第1回アースデイに参加したことから、彼は自身をアース・デイの共同設立者であり重要な立ち位置にいると主張しているが、他のアース・デイ関係者は彼の主張を否定している。

## ホリー・マダックス殺害
アインホーンは、テキサス州タイラー出身で、ブリンマー大学を卒業したホリー・マダックスと5年間恋愛関係にあった。
1977年、ホリーはアインホーンと別れてニューヨークへ行き、 Saul Lapidusという男性と知り合った。

同年9月9日、ホリーはアインホーンに私物を捨てられる前に持ち帰るため、かつて彼と同居していたフィラデルフィアのアパートに戻ったのを最後に消息を絶った。
数週間後、アインホーンはフィラデルフィア警察から彼女の消息について尋ねられた際、「近隣の生協にて豆腐ともやしを買いに行ったまま帰ってこない」と伝えている。
彼のアパートから腐敗臭がすると近隣住民からの苦情があったことから、彼のアリバイに疑問が生じ、警察から疑いの目を向けられた。
18か月後の1979年3月28日、警察はアインホーンの自宅のクローゼットの中にあったトランクから、腐敗したホリーの遺体を発見した。
彼の弁護士であるアーレン・スペクターの申し立てを受け、アインホーンの保釈金は40,000ドルに引き下げられた。彼は、裁判に先駆け、保釈金の10%にあたる4,000ドルを支払うことで保釈された。
1981年、裁判を目前に控えたアインホーンは保釈の隙を突いてヨーロッパまで逃亡した。
彼は17年年間をヨーロッパですごし、アニカというスウェーデン人女性と結婚していた。
ペンシルベニアではアインホーンの本人不在のまま、罪状認否とホリー殺害事件の欠席裁判が行われ、仮釈放なしの終身刑が言い渡された。

## 引き渡し
1997年、ユージン・マロン（"Eugène Mallon"）という偽名で生活していたアインホーンは、フランスのシャンパーニュ＝ムートンにて逮捕された。
引き渡しのプロセスは当初の予想より複雑化していた。状況次第では、フランスがアメリカからの引き渡しを拒否する可能性があり、アインホーンは引き渡しを避ける為に様々な手を使った。
アインホーンに死刑判決は出ていなかったものの、彼の弁護人はアメリカに戻れば死刑になる可能性があると主張した。死刑を廃止した国の一つであるフランスは、死刑を廃止したという保証がない限り彼の引き渡しには応じられないとした。
ペンシルベニア当局は、事件発生の時点では州は死刑を執行しておらず、法の不遡及により、州ならびに連邦の法律ではアインホーンを死刑にすることはできないと主張した。
アインホーンはフランスの法律並びに欧州人権裁判所で裁かれることとなり、新たな欠席裁判が要求された。ボルドー高等裁判所は引き渡し要求を拒否した。
裁判所の決定を受け、連邦議会の議員35人は、当時のフランス大統領だったジャック・シラクにアインホーンの身柄引き渡しを求める書簡を出した。
だが、このケースにおいてフランスにおける権力分立の原則が適用されたことから、大統領府は裁判所に命令したり、議会に対し身柄引き渡しについて口出しすることができなかった。このため、ペンシルベニア州議会では1998年に、新たに裁判を開くため、被告人が欠席した状態でも有罪にできる法案（通称：アインホーン法）が通過された。
身柄引き渡しを遅らせるため、アインホーンの弁護士はペンシルベニア州の法案が違憲であると主張し、フランスの裁判所に対し、その法律が適用されないから身柄の引き渡しを無効にするよう再び訴えた。
だが、フランスの裁判所は海外の法律について評価する権利はないとした。フランスの法律において被告人が裁判を待つ間に拘束される期間に制限があることから、アインホーンが警察の監視下から解放されたこともアメリカとの摩擦の種になった。

このとき、アインホーンはフランスの警察から要注意人物としてマークされた。
この事案は、当時フランスの首相だったリオネル・ジョスパンのところまで持ち込まれた。
フランス緑の党は事態が落ち着くまで彼を引き渡すべきではないと主張した。
ジョスパンは、緑の党の主張を却下し、身柄の引き渡しを命じた。国務院も海外の法律について評価する権利はないとし、アインホーンにとって不利な判決となったことから、彼は首相命令に異議を申し立てた。

その後、彼は収監を免れるべく自らの喉を割こうとし、欧州人権裁判所に起訴するも、彼にとって不利な結果に終わった。
2001年7月20日、アインホーンの身柄はアメリカへと引き渡された。

### 裁判から収監まで
アインホーンは自己弁護を行い、「冷戦と『サイコトロニックス』（psychotronics）に関する調査を行った結果、目を付けたCIAが私を罠にはめるためにホリーを殺害したことが判明した」と主張した。
裁判開始から1か月後の2002年10月17日、2時間の審議の末、陪審はアインホーンに有罪を言いわたした。その翌日には、執行猶予・仮釈放なしの終身刑が言い渡された。
アインホーンはペンシルベニア州にあるハウツデール矯正施設に収監された後、2016年4月には州内にあるローレル・ハイランド矯正施設という医療刑務所に移送された。

## 死亡
2020年4月3日、アインホーンはローレル・ハイランド矯正施設で死亡した。79歳没。アインホーンの死因は自然死によるもので、アメリカ合衆国にて流行している新型コロナウイルス感染症ではないとペンシルベニア州矯正局は言明している。

## 事件の書籍化および映像化
アインホーンの所在が不明だった1988年、ホリー殺害事件はスティーブン・レビーによって The Unicorn's Secret: Murder in the Age of Aquariusという題名で書籍化され、1999年に5月9日と10日にThe Hunt for the Unicorn Killer という題名の二部構成のテレビ映画としてNBCにて放送された。
ケヴィン・アンダーソンがアインホーンを演じ、ホリー役はナオミ・ワッツが演じた。日本では複数の邦題があり、スターチャンネルでは『ユニコーン・キラーを追え』として放送されたほか、JSB(現：WOWOW）では『殺人疑惑　魔性のカリスマ』として放送された。また、DVDでは『ナオミ・ワッツ　ユニコーン・キラー』という邦題だった。

## 参考資料
- Einhorn, Ira. 78-187880. (1972) ISBN 0-385-06387-3 題名はアメリカ議会図書館にて割り振られた番号である
- Einhorn, Ira. (August 2005). Prelude to Intimacy. ISBN 1-4116-4911-7.アインホーン本人による自伝。 Einhorn's account of his life underground from the time he fled the United States in early January 1981 until he met his Swedish wife, Annika, in November 1987.
- en:Levy, Steven. (1988). The Unicorn's Secret: Murder in the Age of Aquarius. ISBN 0-13-937830-8.